# Tany
Tany (1899-ig Nagytany, szlovákul Tôň) község Szlovákiában, a Nyitrai kerületben, a Komáromi járásban. Közigazgatási területe 9,5 km².

## Fekvése
Tany az Alsó-Csallóközben, a történelmi Komárom vármegye területén, Nagymegyertől 9 km-re délkeletre, Komáromtól  22 km-re északnyugatra fekszik. Keletről Nemesócsa és Nagykeszi, délről Komáromfüss, nyugatról Csicsó, északról Gellér és Bogya községek határolják közigazgatásilag.
Tanyon áthalad a Komárom-Pozsony közötti 63-as főút, mellékutak kötik össze Nemesócsával (2 km) és Füss-sel (4 km). Vasúti megállóhelye a Pozsony-Komárom szakaszon Nemesócsával közös.

## Élővilága

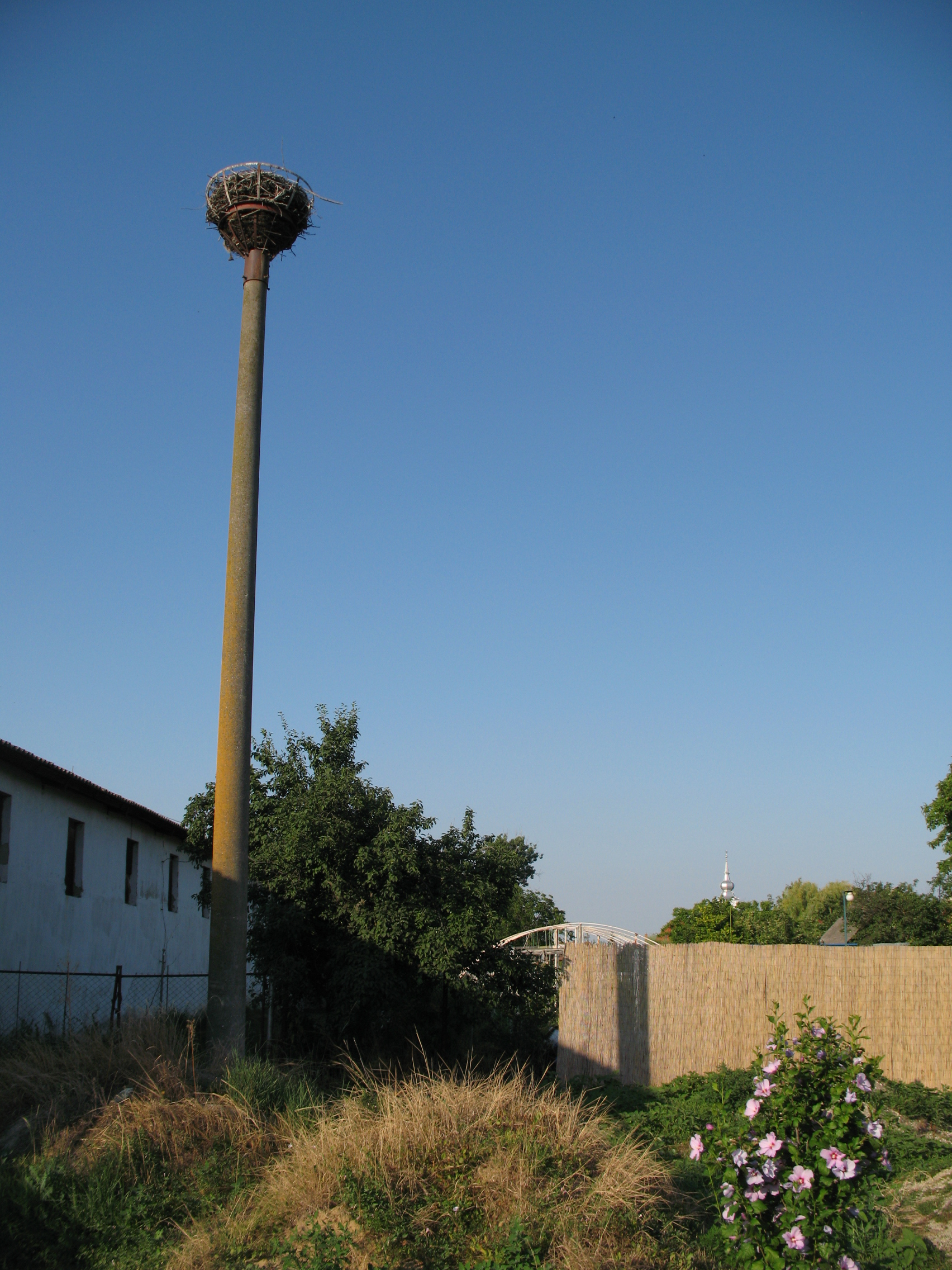
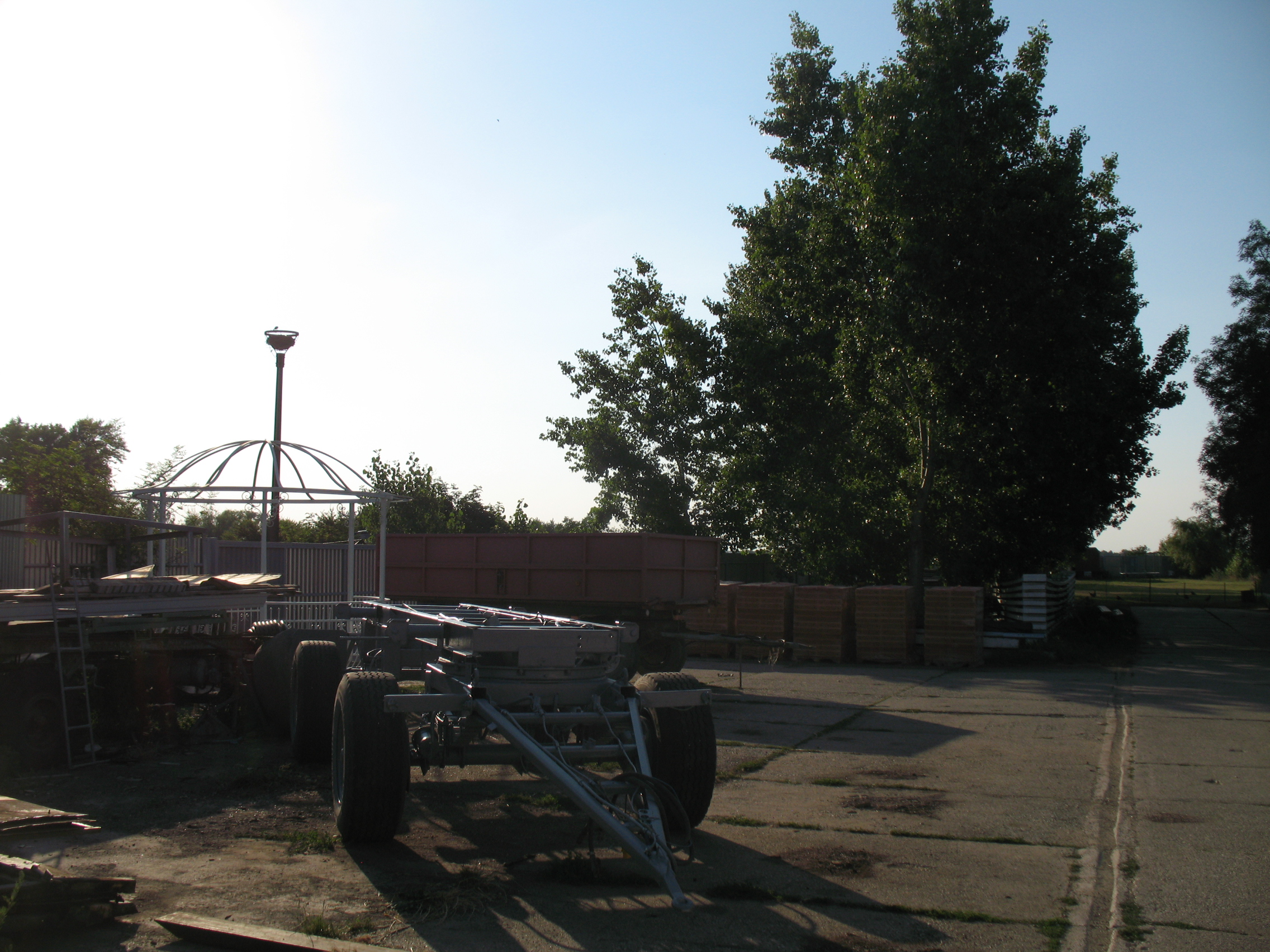
2013
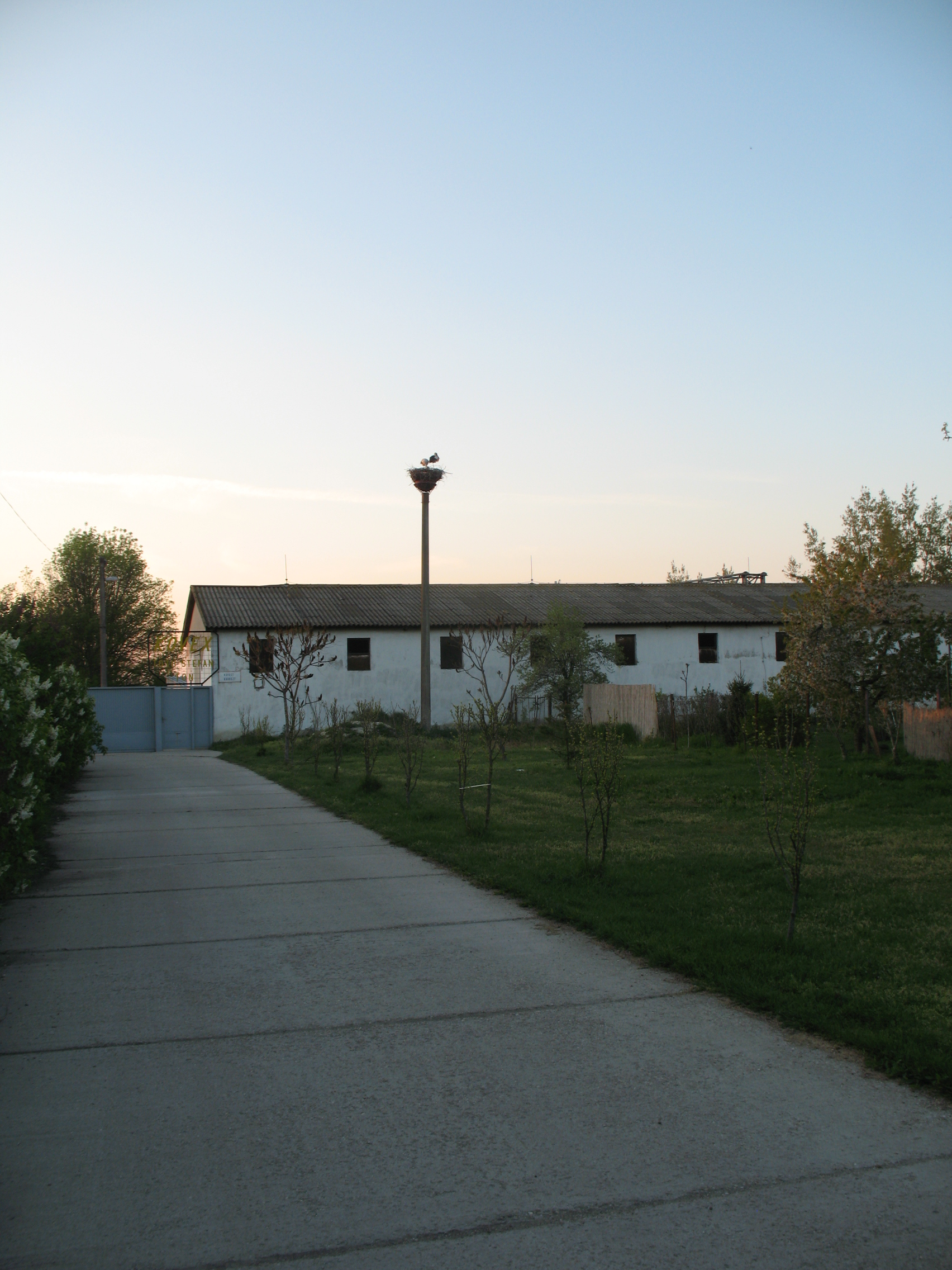
2014
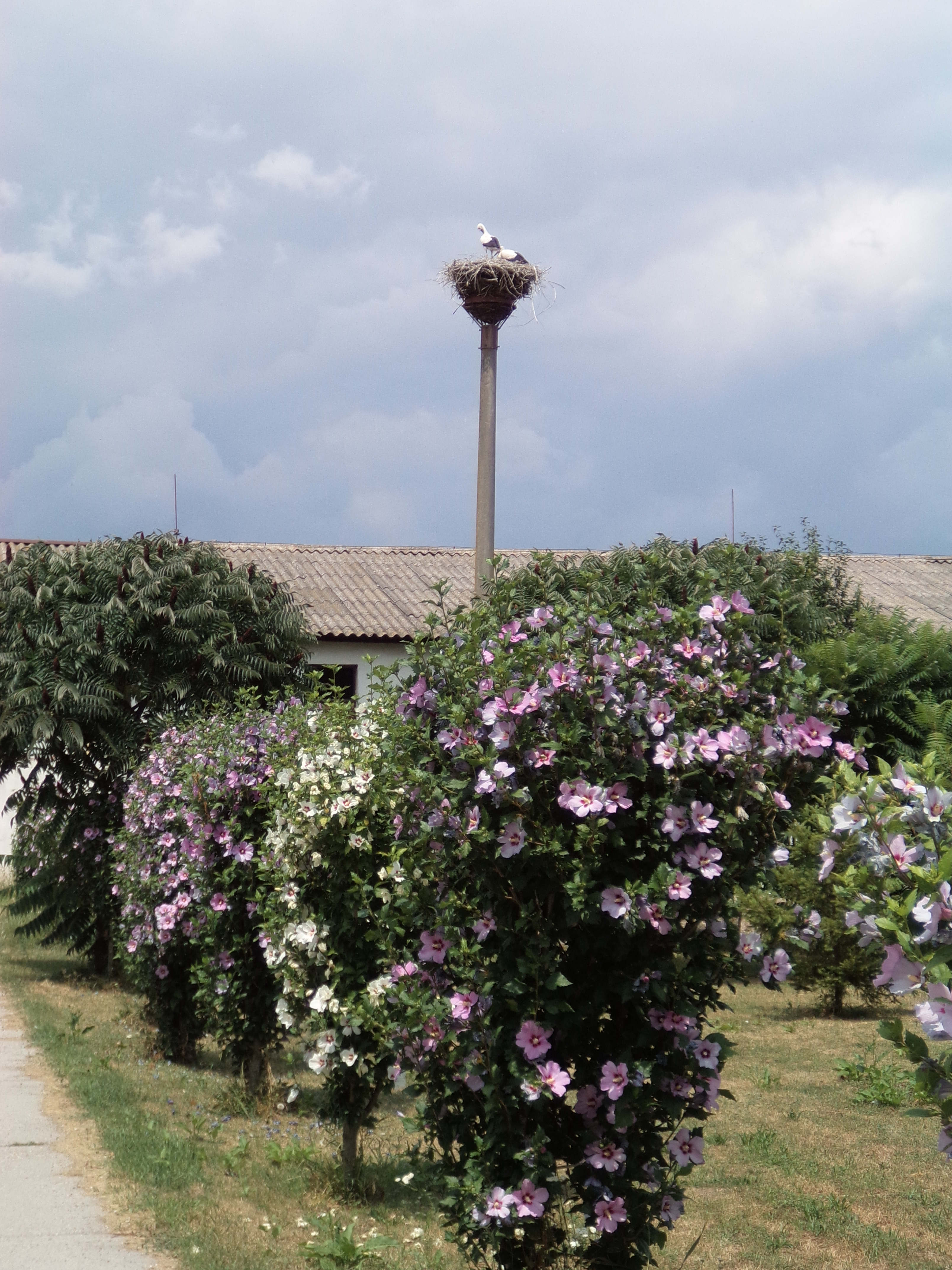
2015

Tanyon két gólyafészket tartanak nyilván. Az egyikben 2011-ben fészkeltek utoljára 2 fiókával, a másikról pedig nincs adat. 2013-ban nem költöttek a gólyák. 2014-ben 3, 2015-2017 között 2-2 fióka volt.

## Története
1168-ban "villa Than" néven említik először. Nevét a hagyomány szerint a halásztanyákról kapta.  Határában őskori mamutmaradványokat találtak, valamint késő bronzkori leleteket és kelta sírokat tártak fel. 1268-ban IV. Béla oklevele "Thon" alakban, mint komáromi várbirtokot említi, 1460-ban pedig mezővárosként szerepel a forrásokban. A mocsaras, vizekkel körülvett halásztelepülést állandóan fenyegették az árvizek. A középkori település (Kistany, mely templomos helység volt) valamivel magasabb területre épült a mai Nemesócsa közelében, de a török háborúk során elpusztult. Nagytany (a mai Tany elődje) első említése 1552-ből származik, a török által elpusztított falu a 17. század végén települt újra.
Fényes Elek 1848-ban így ír a faluról: Nagy Tany, Bogyával és Fűssel határos magyar falu, s fekszik a posoni országúiban, Komáromhoz 2 3/4 mfdnyire. Határa 3214 2/8 holdra terjed, s e közt van 26 6/8 h. belső telek, 961 4/8 h. szántóföld, 624 4/8 h. kaszáló, 384 4/8 h. mocsár és lapos, 1217 h. legelő. Ezekből ismét bir a jobbágyság 24 23/32 telek után 606 hold szántóföldet, 402 hold rétet. Földe elsőosztálybeli s dúsan terem búzát, árpát, tengerit, burgonyát, kevesebb zabot. Rétéi többnyire laposak; dombosabb része pedig feltöretik, a mezei gazdaságot nagy iparral folytatják, de a marha tenyésztés a legelő vizessége miatt pangó, kivéve az uraság juhtenyésztését, melly jó karban áll. A' lakosok száma 5621. névszerint 161 ekli plébániához tartozó r. katholikus, 401 református, kiknek helyben szép templomuk van, végre 5 zsidó. Nemes családfő van 21, egész jobbágy telek 24 23/32 , zsellér 9, lakó 3. Birtokosa: gr. Zichy István, 24 23/32 telkes jobbágyával, és két nemesudvar birtokosai, u. m. Csepy, Csorba, Fehér, Keszeg, Laky, nemes családok.
Kis Tany az érsekléli papnemesi székhez tartozó, s nagy Tany mellett fekvő puszta 3 lakossal. Áll 945 holdból, mellynek harmada szántóföld, két harmada pedig kaszáló, legelő, nádas és mocsáros térség. Birtokosai: Galambos, Szüllő, Nagy, Pallya, hűbérnöki nemes családok. Kis Tany hajdan népes helység volt, s a régi kőfallal bekerített szentegyház omladékai, s kerületeinek falai most is láthatók.
1855-ben cukorgyár kezdte meg a termelést, de már 1873-ban megszűnt. 1894-ben lenfeldolgozó üzem létesült a faluban, de 1931-ben leégett. A trianoni békeszerződésig Komárom vármegye Csallóközi járásához tartozott. Az 1931-ben leégett lengyár újjáépülése után egy ideig hadianyagot gyártott, majd kenderfeldolgozással és bútorszövetgyártással foglalkozott. Két téglagyára a 19. században létesült. Az 1965-ös dunai árvíz komoly károkat okozott a faluban.

## Népessége
| Év:            | 1994. | 2004.   | 2014.   | 2024.   |
| -------------- | ----- | ------- | ------- | ------- |
| Emberek száma: | 838   | 833     | 790     | 718     |
| Eltérés:       |       | -0,59 % | -5,16 % | -9,11 % |

| Év:            | 2023. | 2024.   |
| -------------- | ----- | ------- |
| Emberek száma: | 711   | 718     |
| Eltérés:       |       | +0,98 % |

1910-ben 776, túlnyomórészt magyar lakosa volt.
2001-ben 834 lakosából 734 magyar és 61 szlovák volt.
2011-ben 803 lakosából 703 magyar és 87 szlovák volt.
2021-ben 737 lakosából 605 (+15) magyar, 108 (+18) szlovák, 0 (+1) cigány, 6 (+1) egyéb és 18 ismeretlen nemzetiségű volt.

## Pecsétje
Thaly Kálmán tollából ismerhetjük meg a leírását, melyet 1868-ban tett közzé a Magyar Történelmi Társulat, közlönyében, a Századokban.
A kör alakú pecsét piros színű spanyolviaszos lenyomata egy folyamodványon maradt fenn, amelyet Tany község 1704. november 15-én Rákóczi Ferenc vezérlő fejedelemhez intézett. Ezt a levelet Thaly a budai királyi kamarai levéltárban találta meg. Az említett közlönynek a 663. oldalán olvassuk: ...három magyar köriratú községi pecsét a szathmári békét megelőző időkből.... A következő, 664. oldalon található magának a pecsétnek szép leírása: ...kerek pecsét meglehetős ép állapotban van: külső szegélyét egymásba tűzdelt virágtölcsér-koszorú képezi, két rózsával. E füzéren belöl szalag fut körül, s rajta a felirat: NAGI. TANI. FALV. PECSETI. 1704. A pecsét terén balról egy csinos virágkosár, kinyílt tulipánfejekkel tele, jobbról szántóvas, s alattok szélesen elnyúlva, háromágú, rózsaalakú virág. A községnek tehát, ha czímeréről következtethetünk, a földmívelés mellett jelentékenyen kellett a kertészettel is foglalkoznia.

## Oktatás, kultúra
A községben magyar nyelvű alapiskola és óvoda működik.

## Nevezetességek

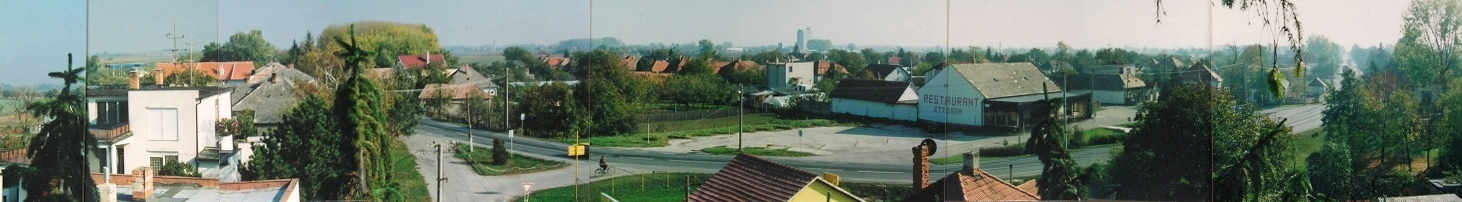
Tanyi panoráma

- Református temploma 1832 és 1834 között épült klasszicista stílusban. A templom egyik harangja 1693-ból származik.
- Ipartörténeti emléke az 1850 és 1855 között épített Skena cukorgyár, melynek épületeit később a lengyár használta.

### Emlékművek, szakrális kisemlékek
- A temetőben áll a két világháború áldozatainak emlékműve, Komáromi Viktor kőfaragó munkája.
- Az 1848-as forradalom emlékkopjafáját (Kúr Sándor hősi halált halt tanyi honvéd emlékére) 2005. március 13-án állította a helyi Csemadok-alapszervezet, Zsapka Károly alkotása.
- A Szent István emlékére állított kopjafát 2003. augusztus 24-én avatták fel.
- Baranyay József emléktábláját 2006. augusztus 19-én avatták fel.
- Katolikus harangláb a falu központjában.

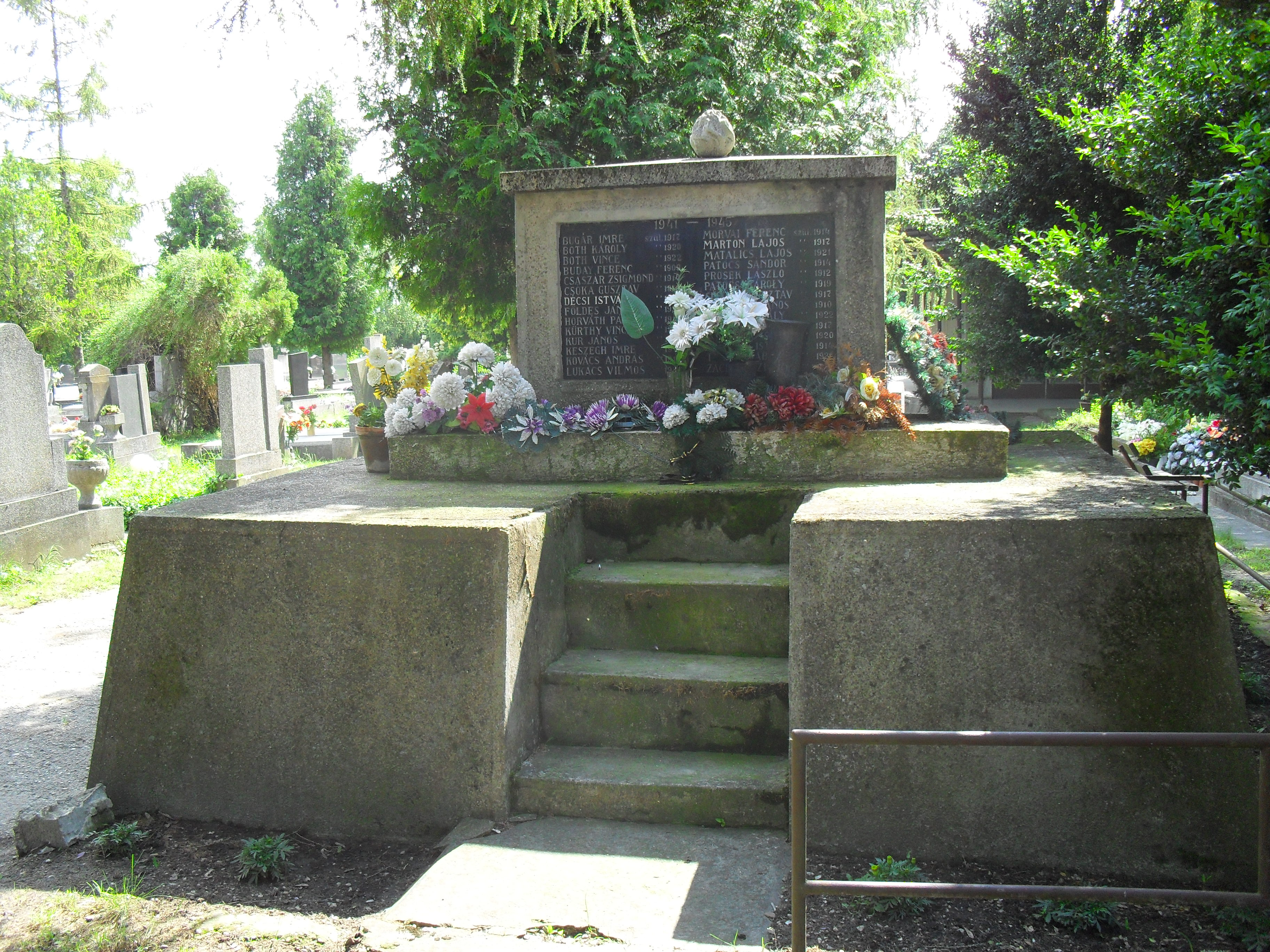
Világháborús emlékmű
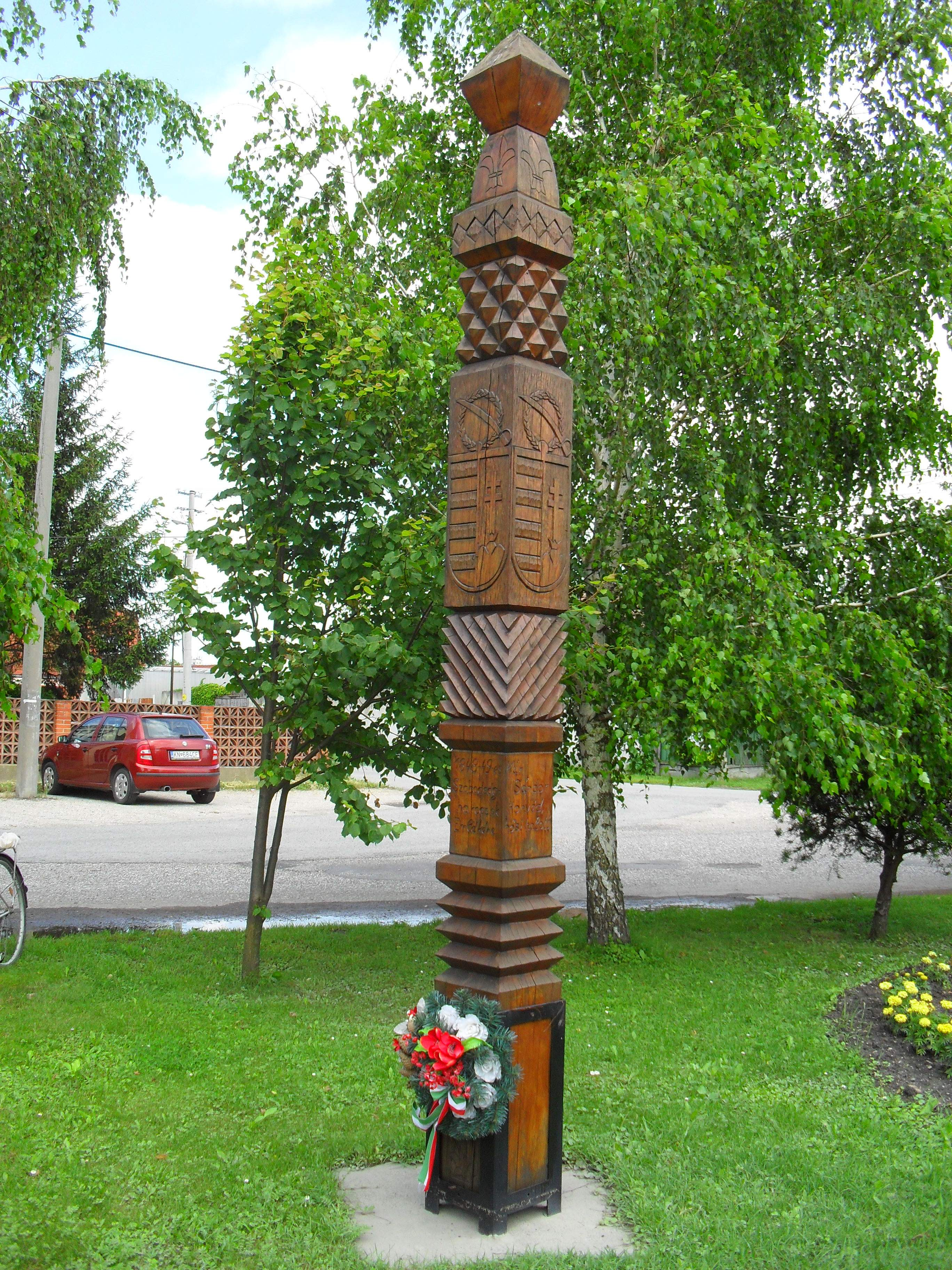
1848-as emlékkopjafa
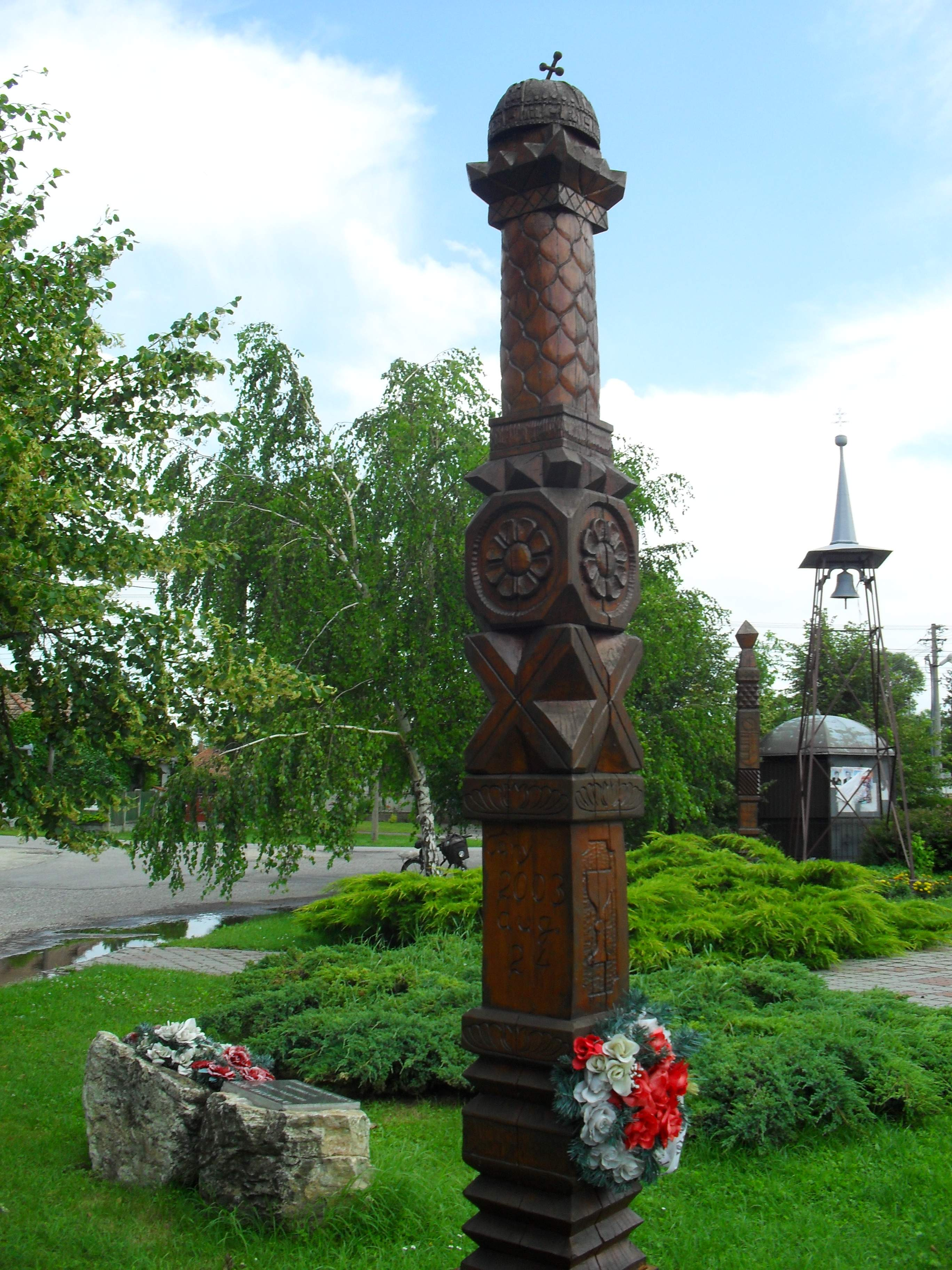
Szent István-kopjafa
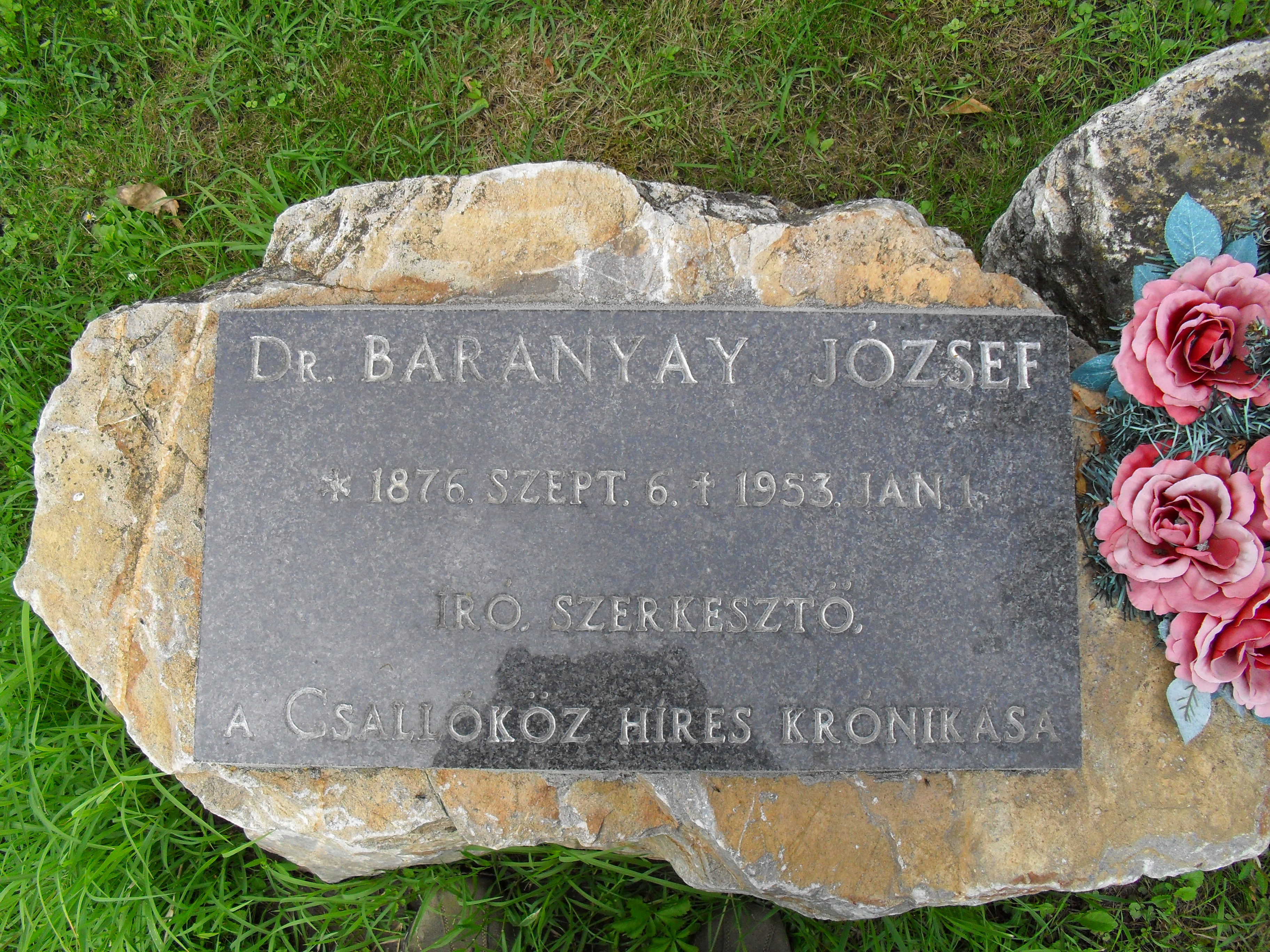
Baranyay József emléktáblája
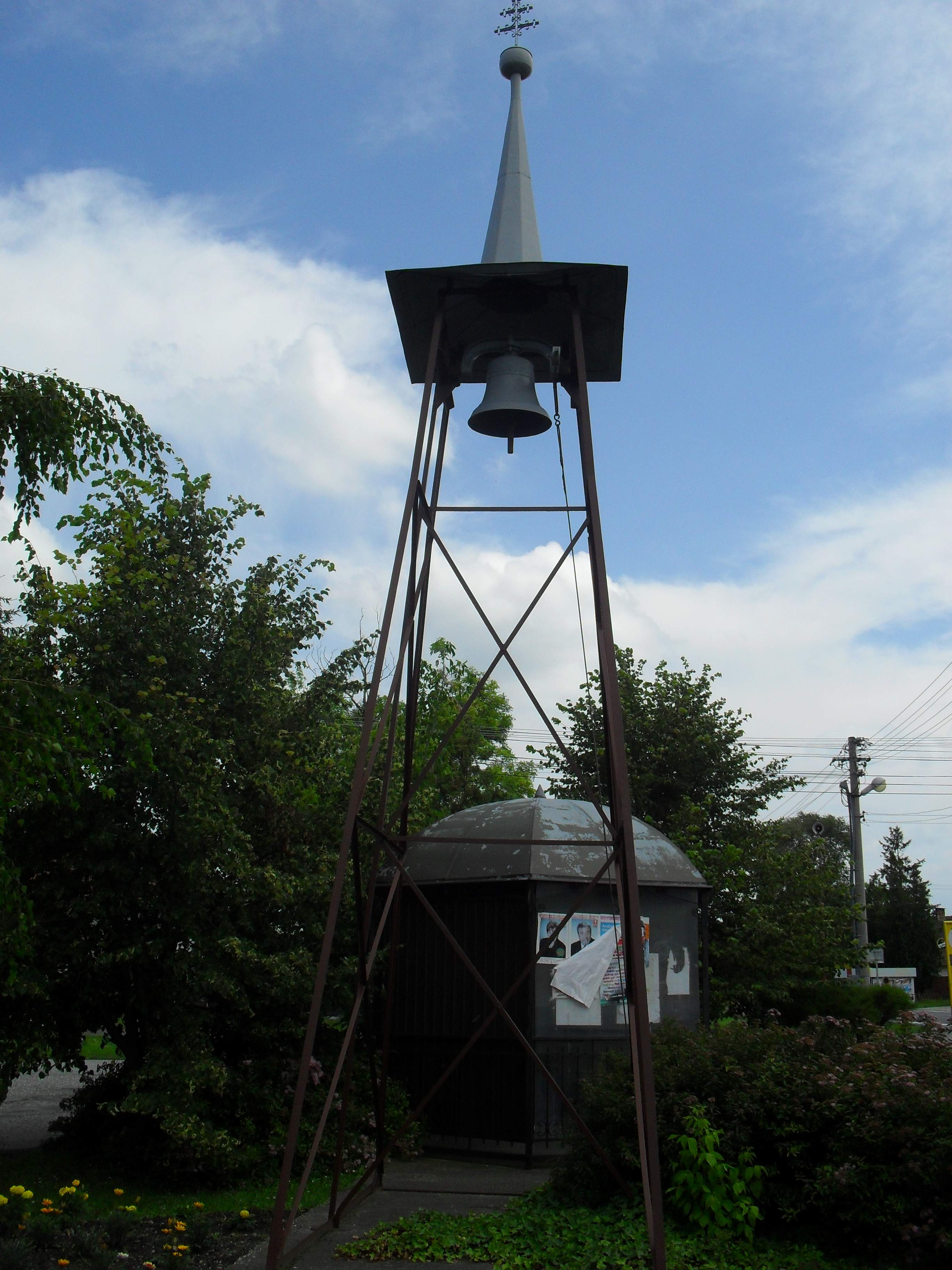
Harangláb

## Híres emberek
- Itt született 1922. június 22-én Csémi Károly vezérezredes.
- Utolsó éveiben itt élt és alkotott Baranyay József (1876–1951) komáromi könyvtárigazgató, a Csallóköz krónikása.

## Képtár

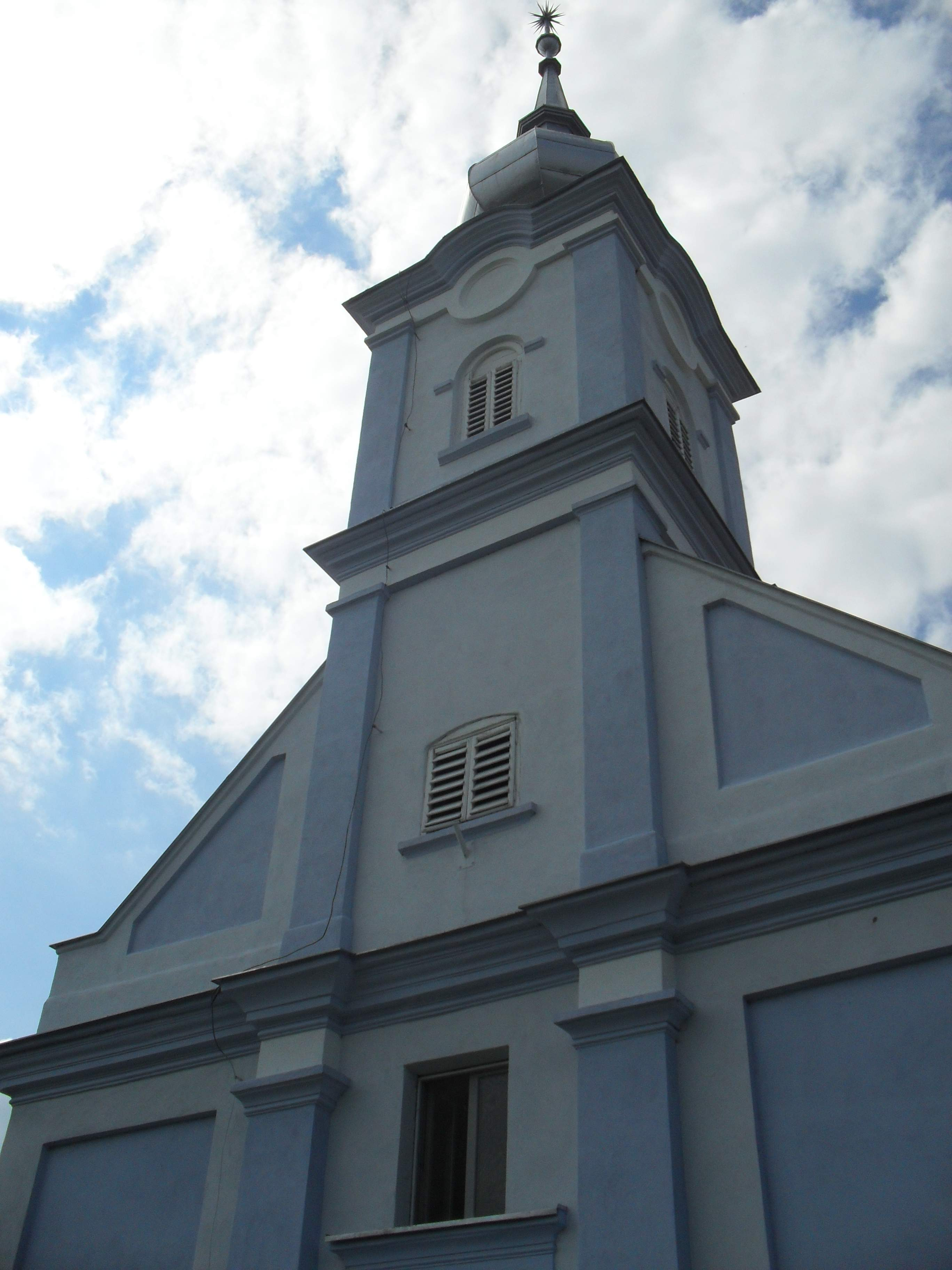
Református templom
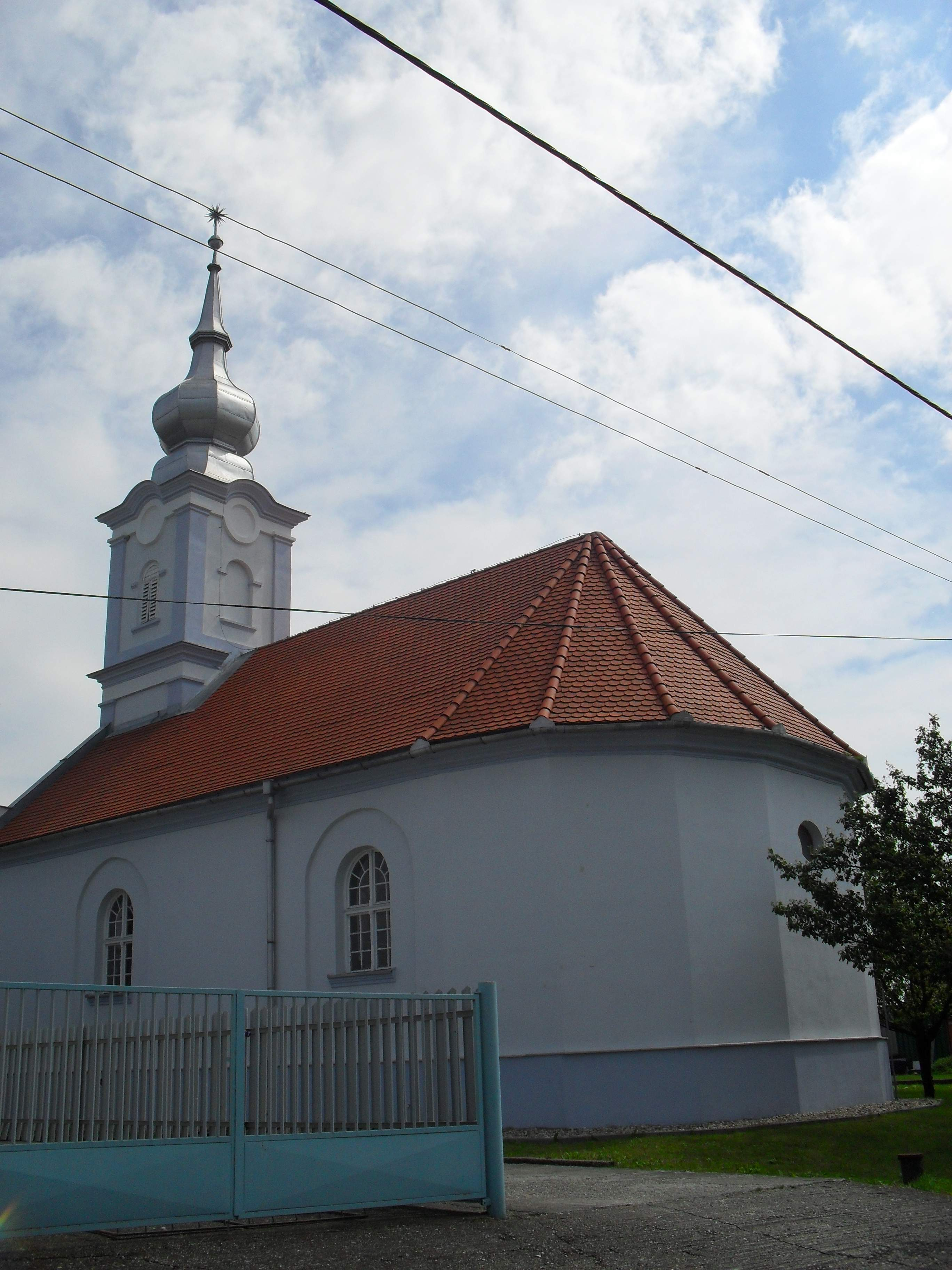
Református templom
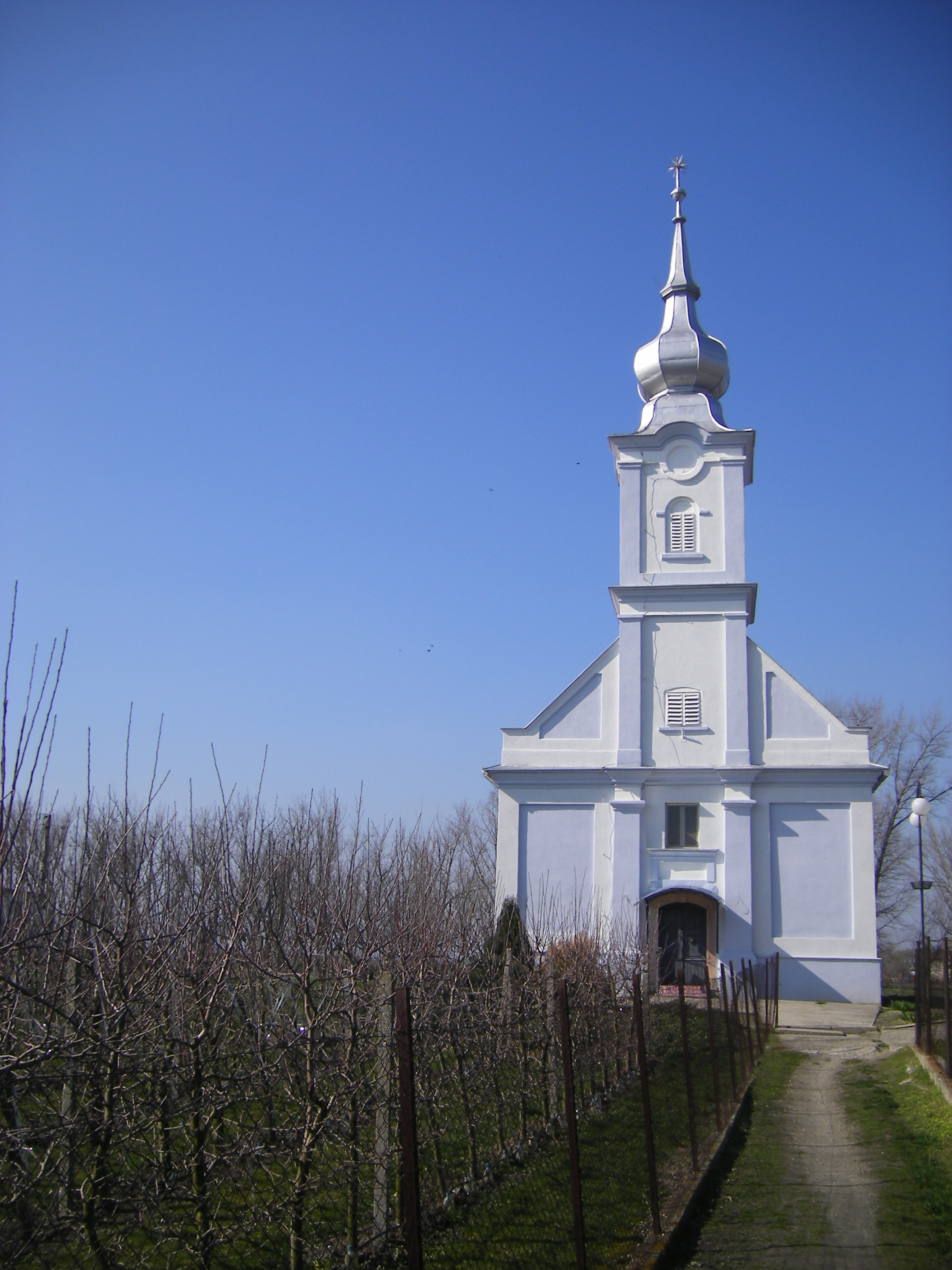
Református templom
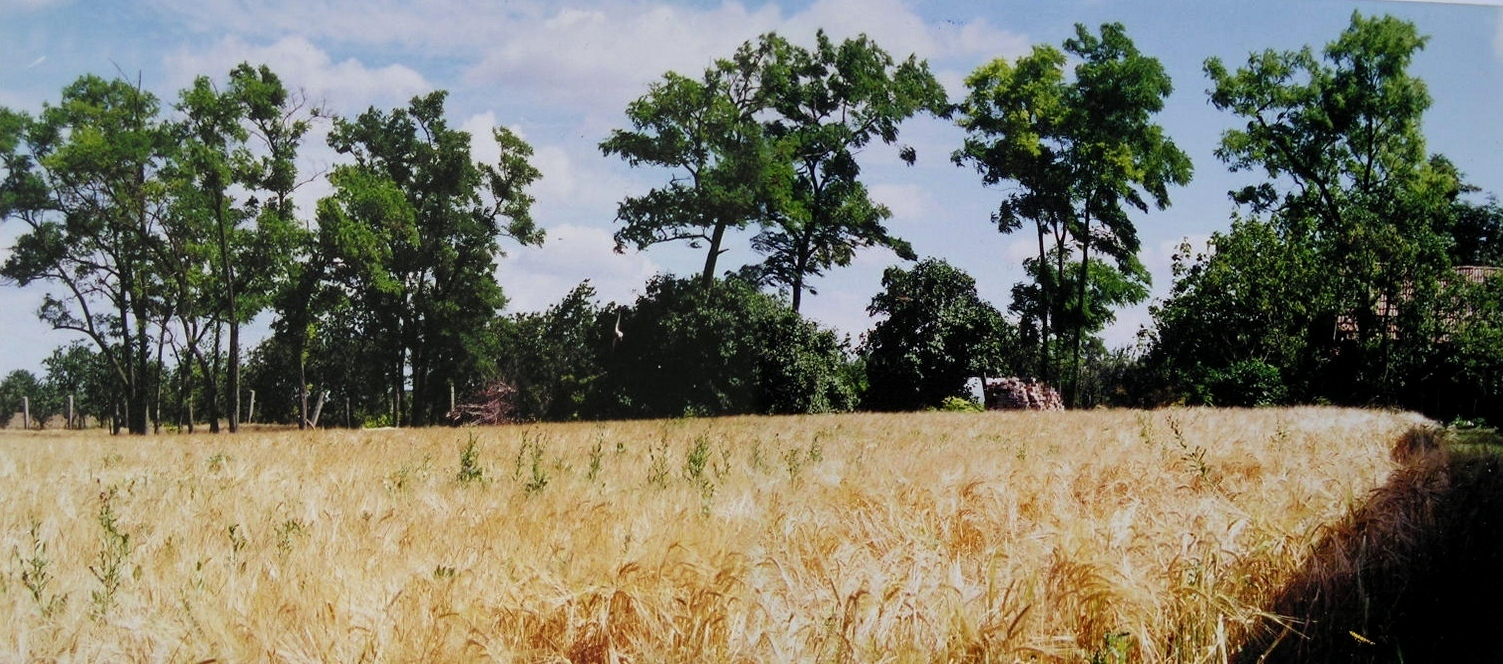
Beltelek
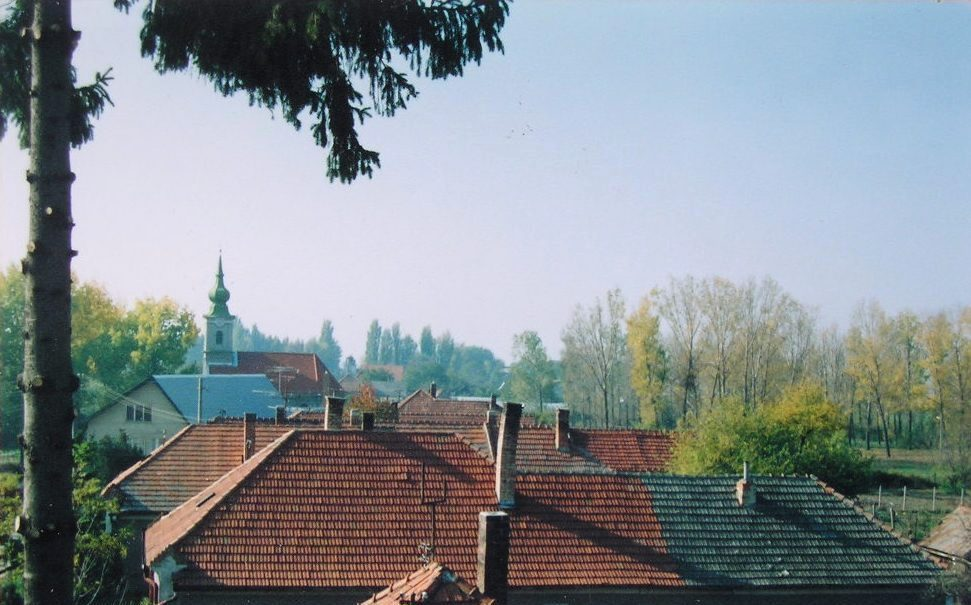
Látkép
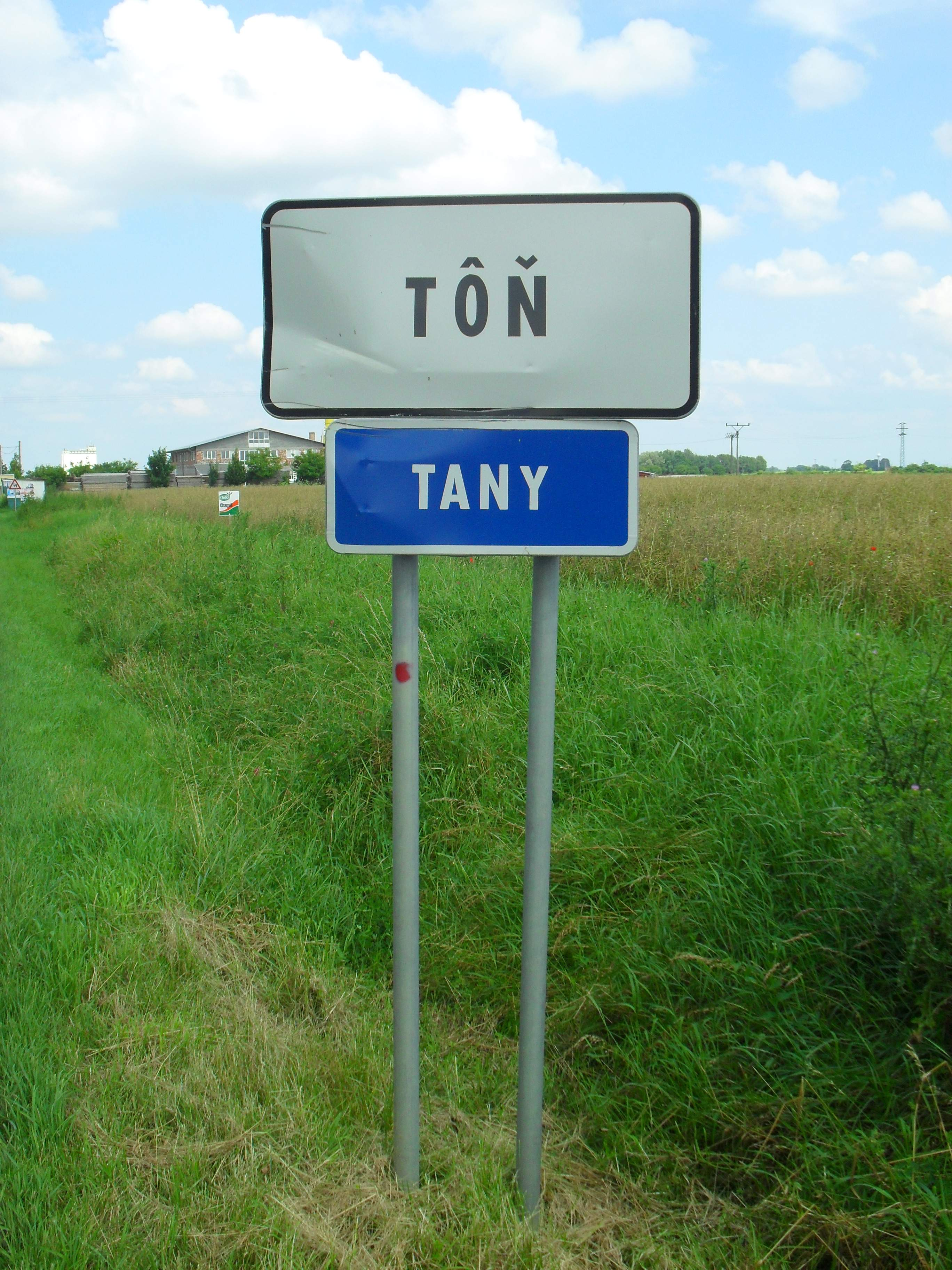
Kétnyelvű helységnévtábla
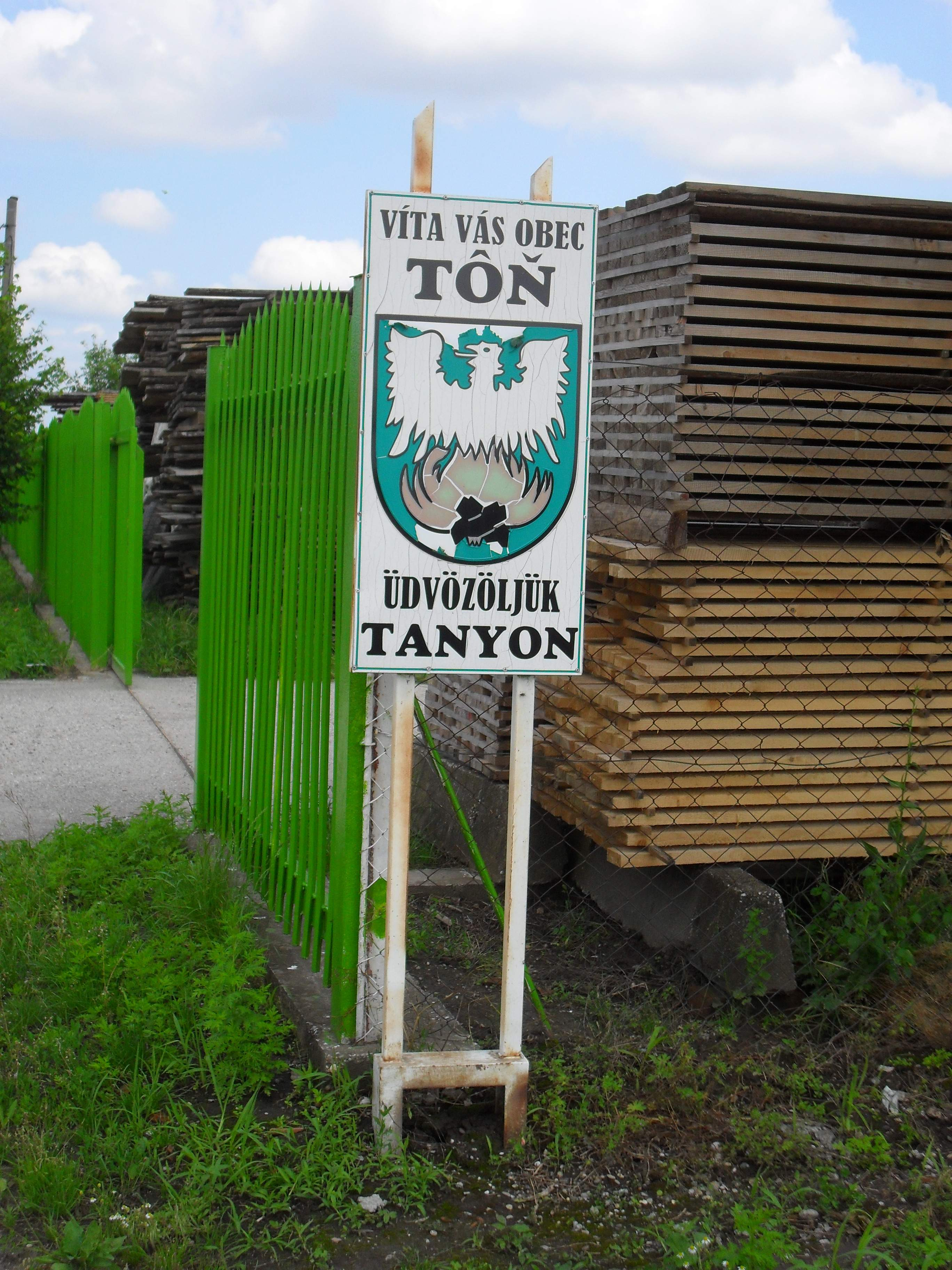
Címeres üdvözlőtábla
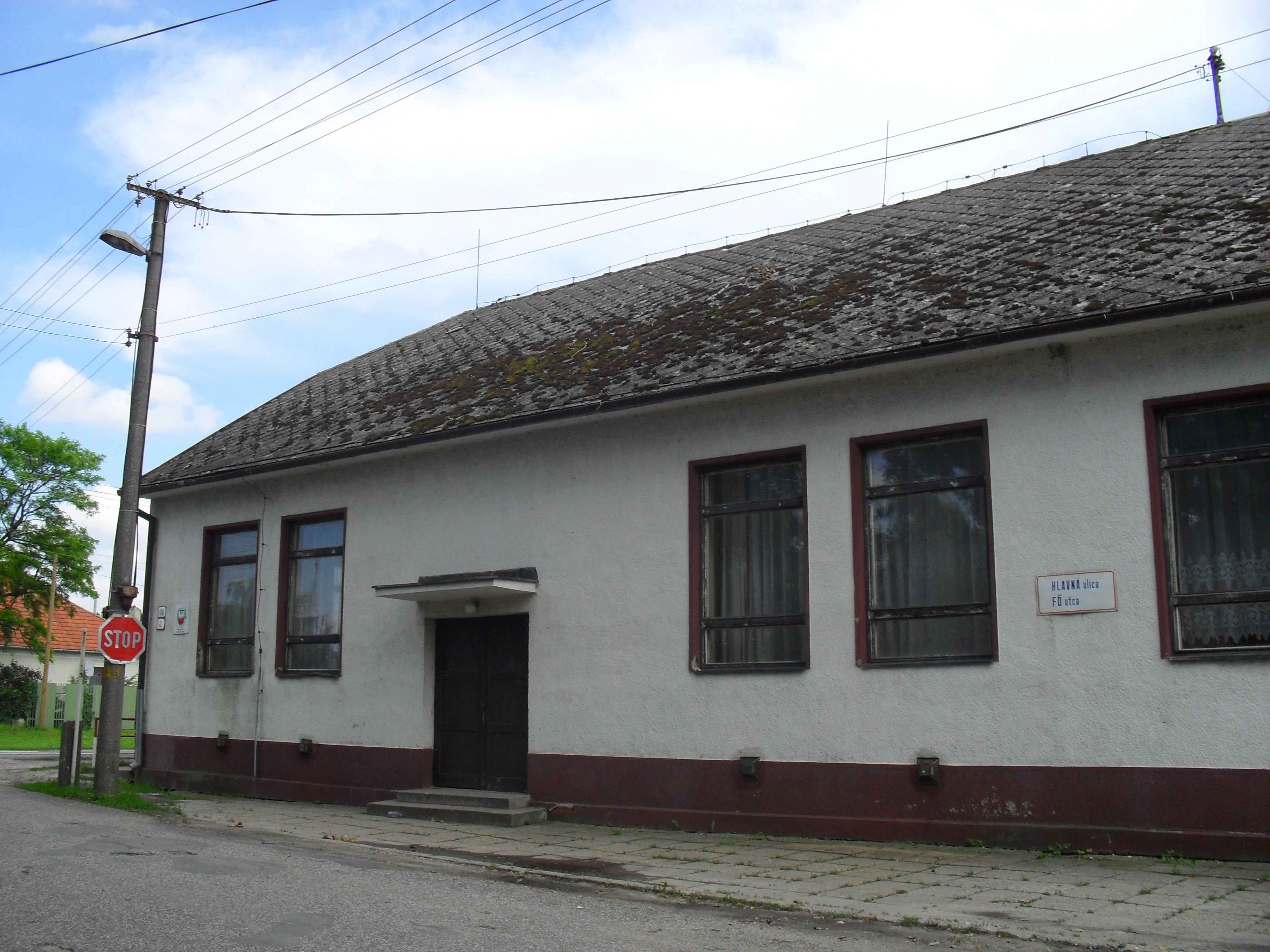
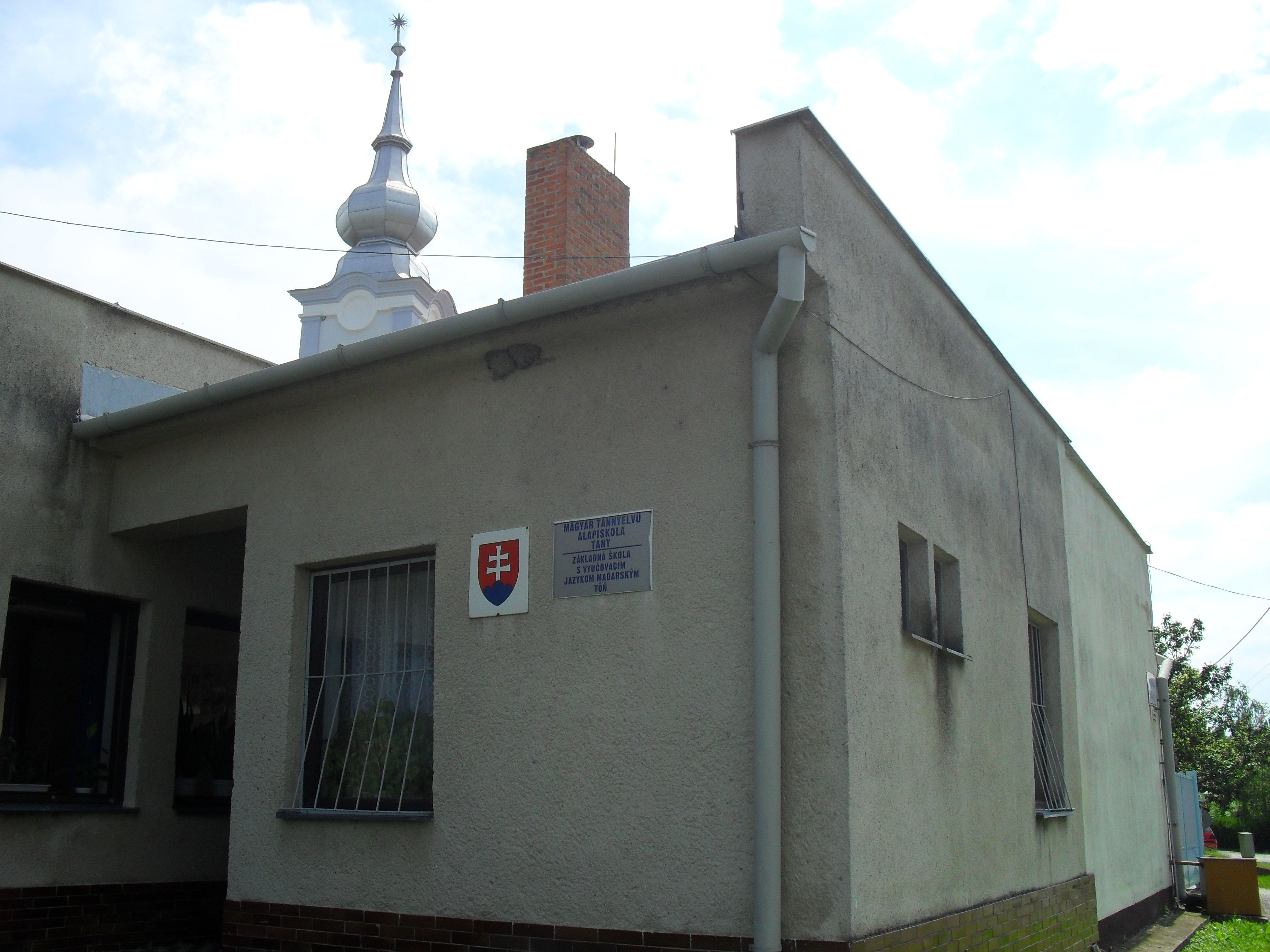
Alapiskola
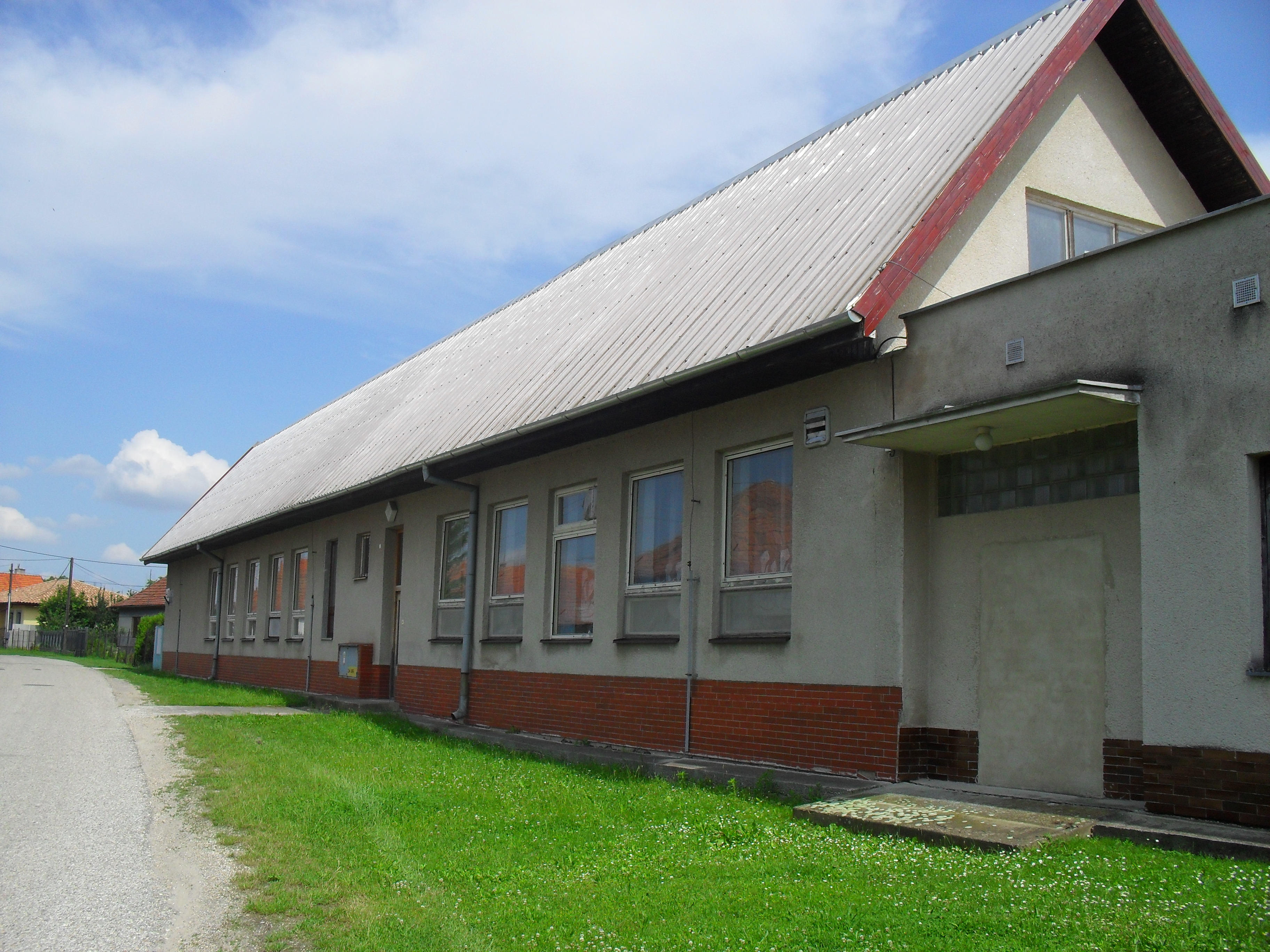
Óvoda
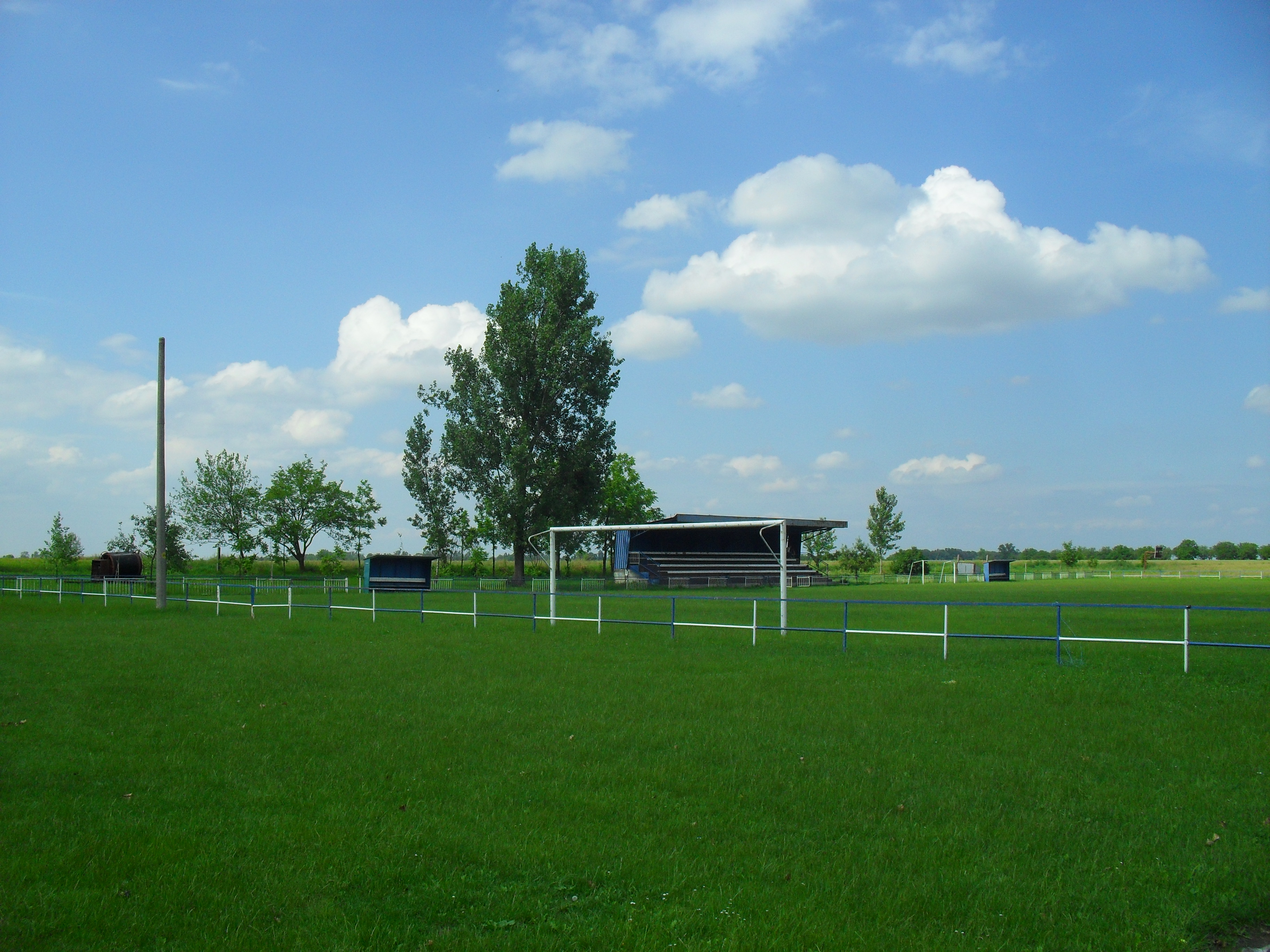
Sportpálya
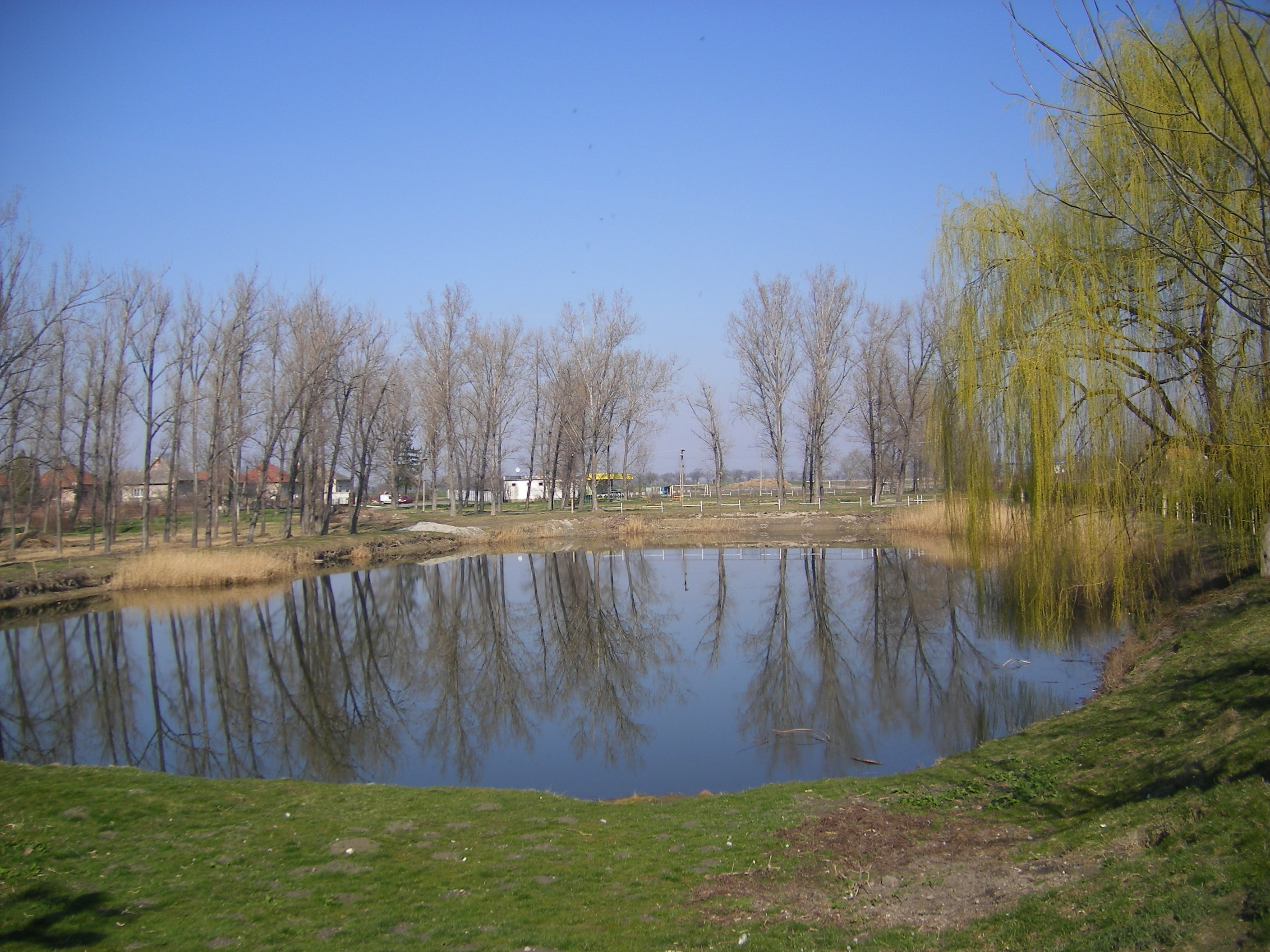
Kis tó a templom mellett
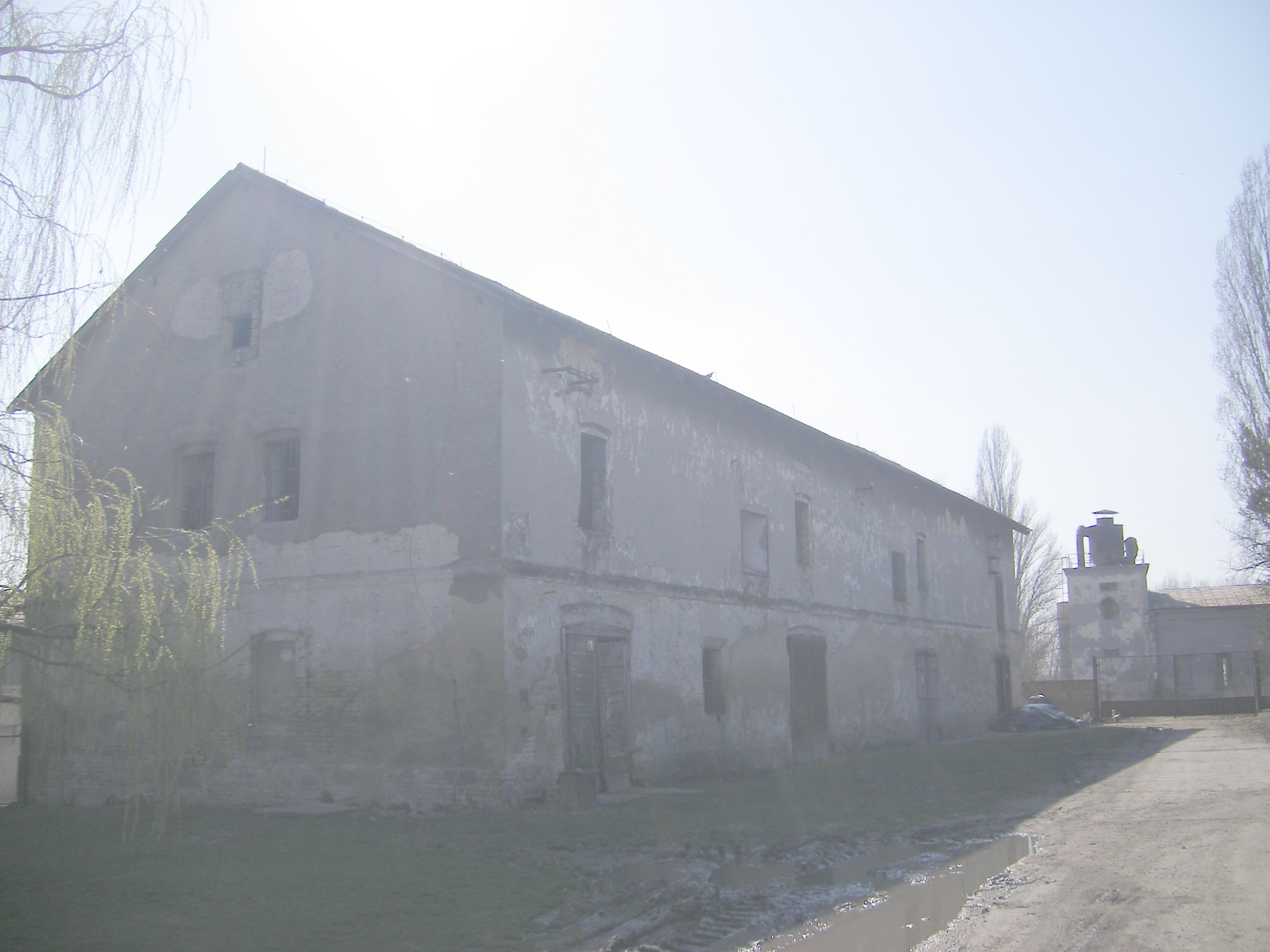
Az egykori lengyár épülete
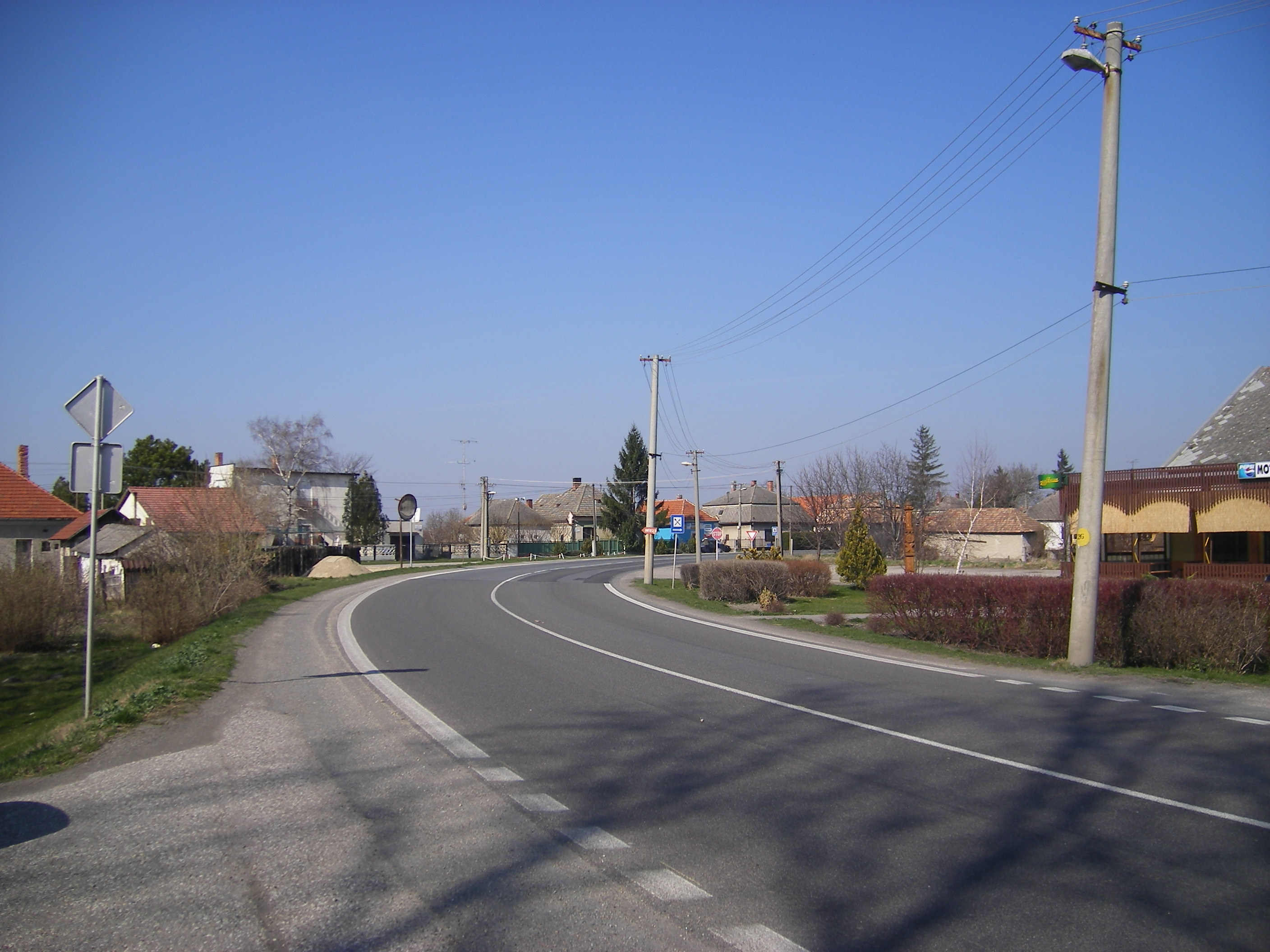
A 63-as főút a faluban
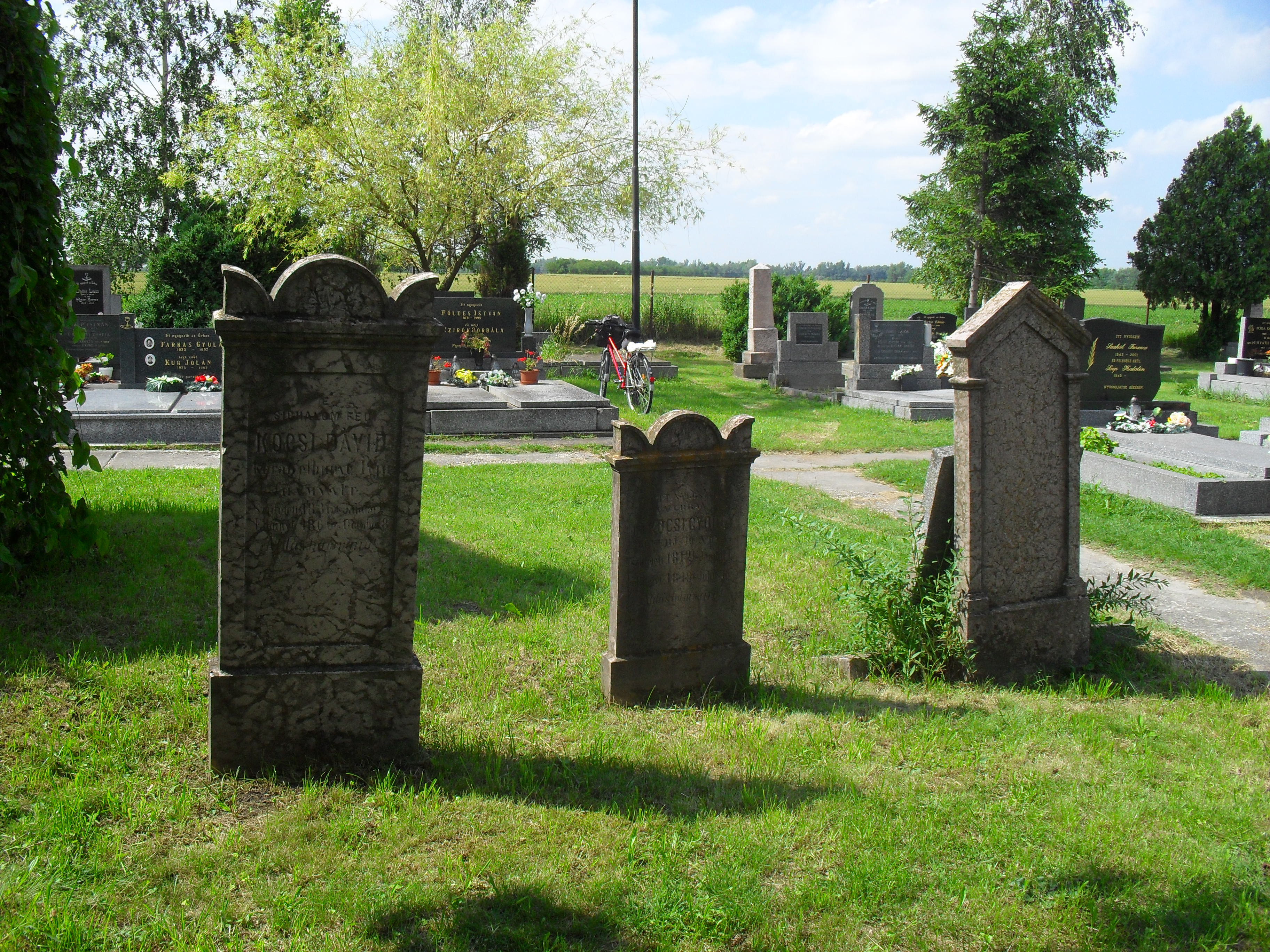
Temető
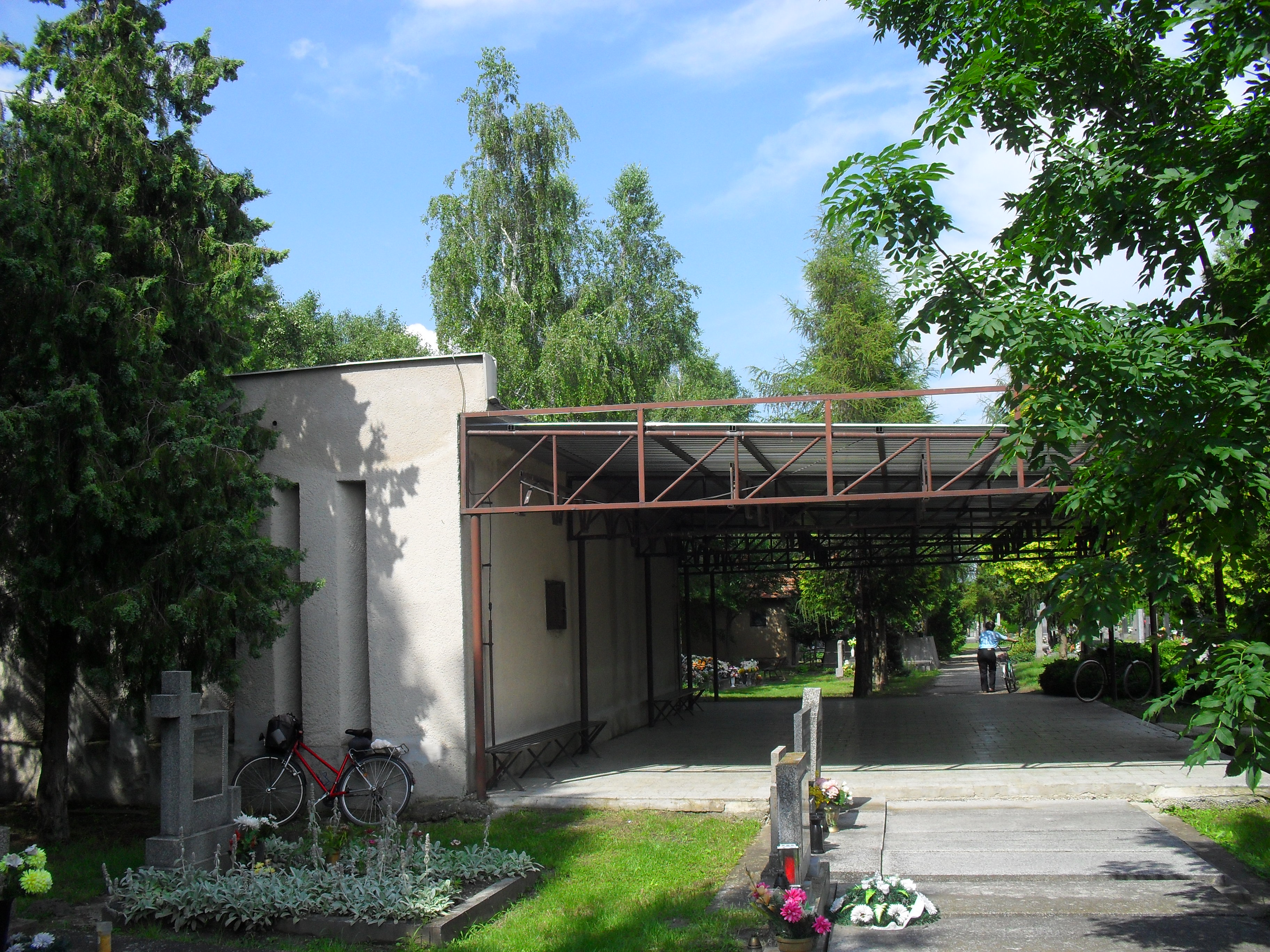
Temető
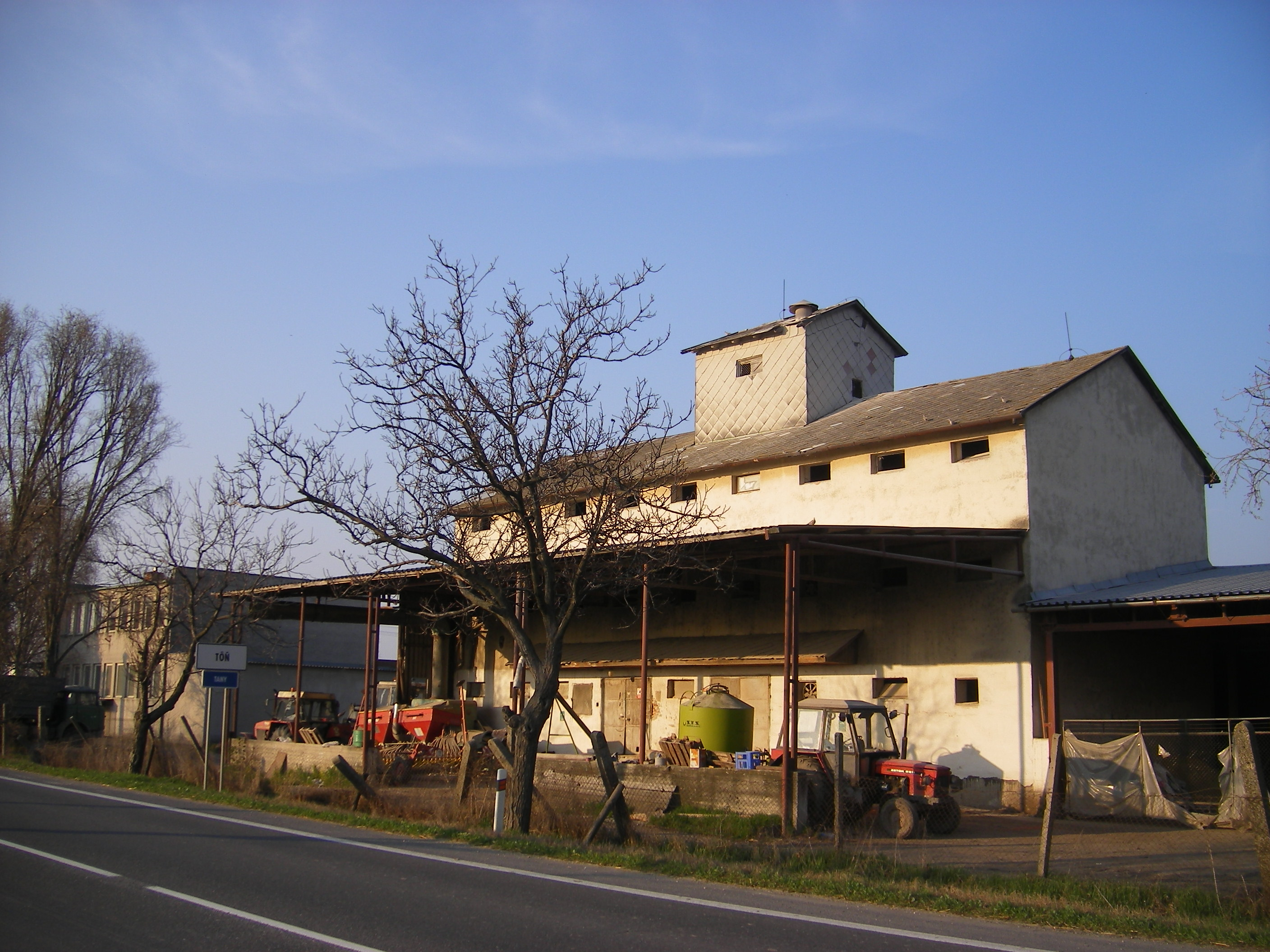
Mezőgazdasági szövetkezet
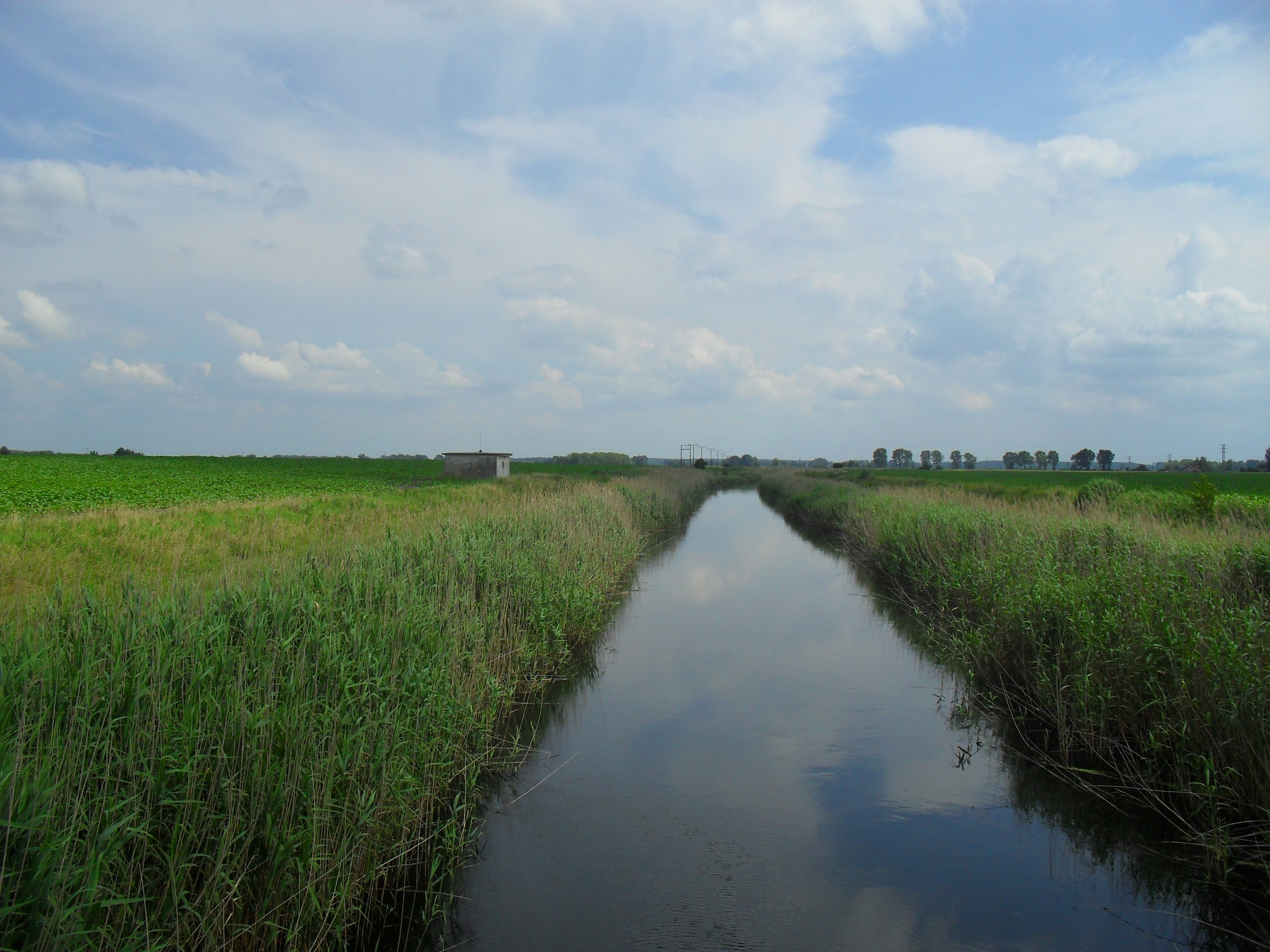
A Gellér-Nagykeszi-csatorna a község határában

## Testvértelepülés
- Ászár, Magyarország